# Debi Mazar
Debi Mazar, właściwie Deborah Anne Theresa Mazar (ur. 15 sierpnia 1964 roku w Nowym Jorku) – amerykańska aktorka telewizyjna i filmowa.

## Życiorys

### Wczesne lata
Jej ojciec, Harry Mazar urodził się w Łotewskiej Socjalistycznej Republice Radzieckiej (ZSRR) w żydowskiej rodzinie, podczas gdy jej matka Nancy była konwertytką na judaizm.

### Kariera
Swoją karierę rozpoczęła jako b-girl hip-hop w Nowym Jorku i pojawiła się w komedio-dramacie Nowojorski bit filmowy/Downtown 81 (New York Beat Movie, 1981) z Deborah Harry i Vincentem Gallo oraz programie rozrywkowym Graffiti Rock (1984) z udziałem Vincenta Gallo. Występowała w teledyskach Madonny do przebojów: „Papa Don’t Preach” (1986), „True Blue” (1986), „Deeper and Deeper” (1992) i „Music” (2000).
Debiutowała na dużym ekranie rolą Sandy, dziewczyny Henry’ego Hilla (Ray Liotta) w biograficznym dramacie kryminalnym Martina Scorsese Chłopcy z ferajny (Goodfellas, 1990). Niedługo potem zagrała w biograficznym dramacie Olivera Stone’a The Doors (1991) jako dziewczyna Whiskey, filmie familijnym Beethoven 2 (Beethoven’s 2nd, 1993) w roli okrutnej Reginy, komedii kryminalnej Woody’ego Allena Strzały na Broadwayu (Bullets Over Broadway, 1994), trzeciej części ekranizacji przygód komiksowego superbohatera Człowieka-Nietoperza Batman Forever (1995) jako Przyprawa, jedna z dwóch dziewczyn pozbawionego wszelkich skrupułów Harveya Denta/Dwie Twarze (Tommy Lee Jones).
Od 21 września 2009 do 6 października 2009 roku brała udział w programie Dancing with the Stars, gdzie zajęła 12. miejsce na 16 możliwych. Jej partnerem był Maksim Chmerkovskiy.

### Życie prywatne
W dniu 16 marca 2002 roku poślubiła Gabriele’a Corcosa. Mają dwie córki: Evelyn Marię (ur. 12 lipca 2002) i Giulię Isabel (ur. 17 marca 2006).

## Filmografia

### Filmy fabularne
- 1990: Chłopcy z ferajny (Goodfellas) jako Sandy
- 1991: Malaria (Jungle Fever) jako Denise
- 1991: The Doors jako dziewczyna Whiskey
- 1991: Tate-mały geniusz (Little Man Tate) jako Gina
- 1992: Zabaweczki (Toys) jako pielęgniarka Debbie
- 1992: Kim jesteś, Monkey Zetterland? (Inside Monkey Zetterland) jako Daphne
- 1992: Malcolm X jako Peg
- 1992: Samotnicy (Singles) jako Brenda
- 1993: Poślubiłem morderczynię (So I Married an Axe Murderer) jako Susan
- 1993: Beethoven 2 (Beethoven’s 2nd) jako Regina
- 1994: Strzały na Broadwayu (Bullets Over Broadway) jako Violet
- 1995: Batman Forever jako Spice
- 1996: Kowboje przestrzeni (Space Truckers) jako Cindy
- 1996: Dziewczyna nr 6 (Girl 6) jako dziewczyna nr 39
- 1998: Zaborcza miłość (Hush) jako Lisa
- 2000: Więcej psów niż kości (More Dogs Than Bones) jako Mary
- 2002: Smoking (The Tuxedo) jako Steena
- 2004: Mój mały świa (My Tiny Universe) jako dziewczyna/Bonnie
- 2004: Czerwony Kapturek (Red Riding Hood) jako mama Czerwonego Kapturka
- 2004: Goodnight, Joseph Parker jako Rita
- 2004: Zakładnik (Collateral) jako Młoda kobieta - fachowiec
- 2005: Be Cool jako Marla
- 2008: Kobiety (The Women) jako Tanya
- 2013: Królowa XXX (Lovelace) jako Dolly Sharp

### Seriale TV
- 1991–1993: Cywilne wojny (Civil Wars) jako Denise Iannello
- 1993−1994: Prawnicy z Miasta Aniołów (L.A. Law) jako Denise Ianello
- 1995: Prawo Burke’a (Burke’s Law) jako Rachel Davis
- 1997: Do usług (Temporarily Yours) jako Deb DeAngelo
- 1998−1999: Biuro (Working) jako Liz Tricoli
- 1999: Powrót do Providence (Providence) jako Vonda Vickers
- 1999: Dzika rodzina Thornberrych (The Wild Thornberrys) jako Mongoose
- 2000: Luzik Guzik (Get Real) jako Kate Harris
- 2000−2002: Żarty na bok (That's Life) jako Jackie O’Grady
- 2002: Przyjaciele (Friends) jako Doreen
- 2003–2004: Wszystko o nas (All About Us) jako Alex
- 2003: Siódme niebo (7th Heaven) jako pielęgniarka Kelly
- 2004: Kancelaria adwokacka (The Practice) jako Gigi Coley
- 2004: CSI: Kryminalne zagadki Miami jako Rebecca Briggs
- 2004: Siódme niebo (7th Heaven) jako pielęgniarka Kelly
- 2004–2006: Ekipa (Entourage) jako Shauna
- 2005: Nowe życie Fran (Living with Fran) jako kuzynka Merrill
- 2005: Nowojorscy gliniarze (NYPD Blue) jako Maxine Annunziato
- 2005: Żarty na bok (That's Life) jako Jackie O’Grady
- 2006: Zaklinacz dusz (Ghost Whisperer) jako Josie
- 2006: Brzydula Betty (Ugly Betty) jako Leah Feldman
- 2006: Nowe życie Fran (Living with Fran) jako kuzynka Merrill
- 2010: Jonas L.A. (Jonas L.A.) jako Mona Klein
- 2011: Szczęśliwi rozwodnicy (Happily Divorced) jako przyjaciółka Petera
- 2024: Kaos jako Meduza